# Fok (zeil)

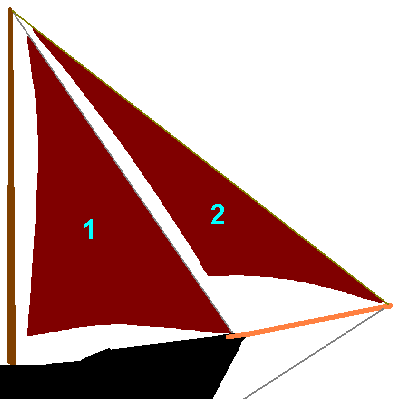
Fok (1) en kluiver (2)

Een fok is een van de zeilen van een zeilschip.
De fok is op moderne, langsgetuigde schepen het zeil dat vóór de mast gehesen wordt. De fok wordt meestal met leuvers bevestigd aan het voorstag, wordt vastgezet op de punt van de boot (op de boeg) en wordt aan de voorkant in de mast gehesen tot bovenin of tot op 85% van de hoogte van de mast (7/8 getuigd). De fok heeft een kleiner oppervlak dan het grootzeil (hoewel deze regel voor de speciale voorzeilen van moderne schepen niet meer op lijkt te gaan).
Vóór de fok kan nog de kluiver worden gevoerd.
Op dwarsgetuigde schepen is de fok het onderste dwarsgetuigde zeil aan de voorste mast.
Op de moderne zeilschepen bestaan er meerdere wijzen om bij toenemende wind het zeiloppervlak van de fok te verkleinen. Klassiek is het om dan een kleiner zeil te hijsen: tegenwoordig zijn veel van de wat grotere schepen uitgerust met een rolfok, die vanuit de kuip groter/kleiner gemaakt kan worden door het zeil meer of minder in te rollen. Weinig voorkomend is om de fok kleiner te maken door het onderlijk op te rollen en de fok wat te laten zakken en op een daarvoor aanwezig tweede oog aan te slaan.
Verschillende typen fok in oplopende grootte:
- stormfok
- werkfok
- high-aspectfok
- genua
- halfwinder